# Julián Mavilla
Julián Mavilla (Arroyito, 27 aprile 2000) è un calciatore argentino, centrocampista del Belgrano.

## Carriera
Cresciuto nel settore giovanile dell'Atlético Rafaela, nel 2023 è stato acquistato dallo Sp. Las Parejas, club della terza divisione argentina; ha esordito in campionato l'11 giugno nell'incontro vinto 2-1 contro l'El Linqueño. Nel gennaio del 2024 è passato in prestito al Temperley dove ha trascorso una stagione da titolare in Primera B Nacional (seconda divisione argentina) segnando 3 reti in 34 partite giocate.
Il 3 gennaio 2025 è stato acquistato a titolo definitivo dal Belgrano, club di prima divisione, ed il 7 febbraio 2025 ha debuttato in questa categoria nella partita pareggiata 1-1 contro il Banfield.

## Statistiche

### Presenze e reti nei club
Statistiche aggiornate al 11 agosto 2025.
| Stagione        | Squadra         | Campionato      | Campionato | Campionato | Coppe nazionali | Coppe nazionali | Coppe nazionali | Coppe continentali | Coppe continentali | Coppe continentali | Altre coppe | Altre coppe | Altre coppe | Totale | Totale | Totale |
| Stagione        | Squadra         | Comp            | Pres       | Reti       | Comp            | Pres            | Reti            | Comp               | Pres               | Reti               | Comp        | Pres        | Reti        | Pres   | Reti   |        |
| --------------- | --------------- | --------------- | ---------- | ---------- | --------------- | --------------- | --------------- | ------------------ | ------------------ | ------------------ | ----------- | ----------- | ----------- | ------ | ------ | ------ |
| 2023            | Sp. Las Parejas | TFA             | 16         | 1          | CA              | 0               | 0               | -                  | -                  | -                  | -           | -           | -           | 16     | 1      |        |
| 2024            | Temperley       | PBN             | 34         | 3          | CA              | 4               | 0               | -                  | -                  | -                  | -           | -           | -           | 38     | 3      |        |
| 2025            | Belgrano        | PD              | 6          | 0          | CA              | 2               | 0               | -                  | -                  | -                  | -           | -           | -           | 8      | 0      |        |
| Totale carriera | Totale carriera | Totale carriera | 56         | 4          |                 | 6               | 0               |                    | -                  | -                  |             | -           | -           | 62     | 4      |        |